# 戸田西インターチェンジ
戸田西インターチェンジ（とだにしインターチェンジ）は、埼玉県戸田市大字美女木にある、東京外環自動車道のインターチェンジ。大泉方面への入口、大泉方面からの出口のみのハーフIC。
2022年（令和4年）4月1日より入口料金所がETC専用化された。出口については料金所がないため、非ETC車でも利用できる。

## 道路
- C3 東京外環自動車道（53番）

## 接続する道路
- 国道298号
- 国道17号（新大宮バイパス）

## 周辺
- 荒川
- 荒川彩湖公園
- ヤクルト戸田球場（東京ヤクルトスワローズ二軍本拠地）
- 埼玉県荒川水循環センター
- 日本下水道事業団技術開発研修本部
- 彩湖・道満グリーンパーク
- 彩湖自然学習センター

## 料金所
- レーン数：2
  - ETC専用：1
  - ETC・サポート：1

## 隣
C3 東京外環自動車道
(52)和光北IC/新倉PA - (53)戸田西IC - (60)美女木JCT - ((61)戸田東IC) - ((62)外環浦和IC) - (63)川口西IC